# Європейський кооператив Лонго Май
Європейський кооператив Лонго Май є міжнародним, сільськогосподарським та ремісничим кооперативом, альтернативного, волелюбного, світського та антикапіталістичного спрямування.
Заснований у 1973 році в Ліман (Альпи Верхнього Провансу). До нього входять десять кооперативів у Франції, Німеччині, Австрії, Швейцарії, Україні, Коста-Риці.
Назва походить від окситансько-провансалького вислову, що означає побажання «нехай живе довго».

## Походження
Після подій травня 1968 року (Червоний травень), австрійські студенти з групи Спартакус, після сутичок із групами неонацистів знайшли притулок у Швейцарії і об'єднались із швейцарською групою студентів Гідра. Ці студенти вели численні акції протесту проти церкви, армії, диктатури, у підтримку біженців та за права робітників.

## 1973, перша спільнота в Лімані
Під час конгресу в м. Базель, де зібралися представники 10 європейських країн, у грудні 1972 році, ці молоді німці, швейцарці, австрійці, в основному вихідці із міст, вирішили спробувати новий стиль життя і займатися політикою в покинутій сільській місцевості, заснувавши спільноту «основу для виживання». Через сильний опір з боку швейцарської, німецької та австрійської влади, групі не вдалося облаштуватись у німецькомовній країні.
У 1973 році, завдяки фінансовим пожертвуванням, група придбала земельну ділянку площею 270 га в Лімані біля Форкальк'є (Альпи Верхнього Провансу), з метою заснування сільськогосподарського та ремісничого кооперативу, робітничого самоврядування волелюбного спрямування. На схилі гори Зензін, де облаштувалася спільнота, була закинута ферма Гранж-Нев та голубник.
Функціонування спільноти базується на принципах самозабезпечення, сільськогосподарського та ремісничого виробництва, автономного та екологічного використання енергії, води, а також відмови від найманої праці.

## 1976, створення мережі кооперативів
Починаючи з 1976 року, спільнота Лонго Май шукає і купує земельні ділянки та будинки з метою розширення, що часом викликає невдоволену реакцію серед місцевих мешканців.
Одинадцять кооперативів функціонують у мережі:
- у Франції
  - Ліман
  - Біля Бріансон (Верхні Альпи), ткацька фабрика Шантмерл у Сен-Шаффре
  - Мас де Граньє, у селі Кафан, Сен-Мартен-де-Кро (Буш-дю-Рон)
  - Тренас, село Шанеак, Верхній Ардеш
  - Кабрері, у Люберон: виноградарство та оливкові сади
- У Німеччині: Уленкруг, Мекленбург
- У Австрії: Гоф Стопар, Айзенкаппель, Калінтія
- У Швейцарії : Монтуа, Андервельє, кантон Жьюра
- В Україні : Нижнє Селище, Закарпаття
- в Румунії: Хосман Дурабіл
- У Коста-Риці: Фінка Сонадор

## Функціонування спільноти
Спільнота нараховує близько 200 дорослих та 50 дітей у різних кооперативах. Всі матеріальні блага є спільною власністю кооперативу. Власними ресурсами спільноти є тваринництво, овочівництво, вирощування зернових культур, основна частина якої споживається самими членами спільноти.
Ткацька фабрика має власну невелику гідроелектростанцію. Для обігріву використовується сонячна енергія та деревина. Кожен член спільноти обирає вид діяльності за бажанням, намагається змінювати один одного, щоб всі змогли оволодіти різними видами робіт. Щонеділі проходять збори, з метою планування та організації роботи на тиждень.
Члени кооперативів займаються виробництвом та продажем сільськогосподарської сировини та продуктами їх переробки. Зокрема це: шерстяний одяг, фруктові та овочеві консерви, вино, натуральні косметичні та гігієнічні вироби, хліб, тощо.
Вся міжнародна спільнота збирається з нагоди свят відкритих для всіх добровольців, таких як:
- вшанування ночі 4 серпня 1789 року (Велика французька революція, кінець феодального устрою у Франції, скасування привілегій духовенства і дворянства)
- на початку липня — свято " Радіо Зензін " (вільна радіостанція спільноти)

- вільна радіостанція «Радіо Зензін», заснована в 1981 році, носить назву схилу на якому розташований кооператив, у Лімані. Входить у Європейську Федерацію вільних радіостанцій;
- незалежна інформаційна агенція (AIM), у якій співпрацюють близько сотні журналістів;
- «Аршіпель» — газета Європейського Громадянського Форуму;
- спільнота займається також видавництвом книг.

## «Лонго Май» в Україні
Єдиний в Україні кооператив «Лонго Май» діє в селі Нижнє Селище в Закарпатті  з середини 1990-х років. Він спеціалізується на виробництві соків прямого віджиму, розведенні овець і свиней. А також   — організації дозвілля для туристів з закордону. Для цього утримує гостьовий дім у центрі Нижнього Селища. Прибуток спрямовується на соціально-культурні проекти: дитячу театральну студію «Чіга-біга», літній фестиваль перформативних мистецтв та лекції і тренінги для вразливих груп, зокрема, вимушених переселенців із Донбасу й тих, хто шукає політичний притулок   .